# Liphistius choosaki
Espèce
Liphistius choosaki est une espèce d'araignées mésothèles de la famille des Liphistiidae.

## Distribution
Cette espèce est endémique de la province de Phrae en Thaïlande,. Elle se rencontre vers Wang Chin.

## Description
La femelle holotype mesure 36,40 mm

## Systématique et taxinomie
Cette espèce a été décrite par Sivayyapram et Warrit en 2024.

## Étymologie
Cette espèce est nommée en l'honneur de Choosak Pungrusmee. 

## Publication originale
- Sivayyapram, Kunsete, Xu, Smith, Traiyasut, Deowanish, Aung, Ono, Li & Warrit, 2024 : « Seven new species of the segmented spider genus Liphistius (Mesothelae, Liphistiidae) in Thailand and Myanmar. » ZooKeys, sér. , vol. 1189, p. 201-229 (texte intégral).